# Bukovice, Náchod
Bukovice là một làng thuộc huyện Náchod, vùng Královéhradecký, Cộng hòa Séc.